# Курайский сельсовет
Курайский сельсовет - сельское поселение в Дзержинском районе Красноярского края.
Административный центр - село Курай.

## Население
| 2010 | 2012  | 2013  | 2014  | 2015  | 2016  | 2017  |
| ---- | ----- | ----- | ----- | ----- | ----- | ----- |
| 1147 | ↘1139 | ↘1129 | ↘1086 | ↘1062 | ↘1039 | ↘1013 |

## Состав сельского поселения
В состав сельского поселения входят 4 населённых пункта:
| № | Населённый пункт | Тип населённого пункта       | Население |
| - | ---------------- | ---------------------------- | --------- |
| 1 | Ашпатск          | деревня                      | 264       |
| 2 | Курай            | село, административный центр | 648       |
| 3 | Петровка         | деревня                      | 133       |
| 4 | Плитная          | деревня                      | 102       |

## Местное самоуправление
Курайский сельский Совет депутатов
Дата избрания14.03.2010. Срок полномочий: 5 лет. Количество депутатов: 10
Глава муниципального образования
- Гаврилов Сергей Александрович. Дата избрания: 14.03.2010. Срок полномочий: 5 лет